# 天凯唱片
天凯唱片，全称广东天凯唱片有限公司是一家中国大陆的代理唱片出版发行公司，于2004年在广东成立。
天凯唱片由广东白天鹅文化企业有限公司和广东中凯文化发展有限公司联合而成，是集唱片策划、制作、生产、版权交易、发行、销售、明星演艺于一体的大型音像文化企业。
2004-2005年，天凯获得华纳唱片、环球唱片大陆代理发行权，天凯开始起步。
2006年，原本占据大陆唱片大片市场的美卡音像因为自身盲目投资而衰落，各大唱片公司终止与美卡的代理发行关系，英皇娱乐、SM娱乐等唱片公司与天凯唱片签约 ，天凯走入繁盛时期。
2008-2010年，各大唱片公司陆续终止与天凯的代理发行，其中多数转签至星外星唱片。

## 相关公司
- 中凯文化
- 广东白天鹅文化

## 代理唱片公司
- 英皇娱乐
- 愛貝克思（华语部分）
- SM娛樂
- 寰亚唱片
- 东亚唱片
- 星梦娱乐

## 曾代理唱片公司
- 华纳唱片
- 天娱传媒
- 环球唱片
- 相信音樂
- 福茂唱片
- 种子音乐
- 竹书文化
- 摩登天空